# Canon EOS 7D Mark II
Die Canon EOS 7D Mark II ist eine digitale Spiegelreflexkamera des japanischen Herstellers Canon, die im November 2014 als Nachfolger der EOS 7D in den Markt eingeführt wurde.

## Technische Merkmale
Die Kamera erlaubt eine Serienbildrate von 10 Bildern pro Sekunde sowie Videos in 1080p-Auflösung mit bis zu 60 Bildern/s. Der Autofokus regelt dabei die Bildschärfe auch während einer Videoaufzeichnung nach (kein Videoautofokus bei 1080p und 50 bzw. 60 Bildern/s). Die Kamera wurde neu konstruiert, basiert jedoch technologisch teilweise auf dem Modell EOS-1D X.
Die Kamera hat im Weiteren folgende Merkmale:
- APS-C-CMOS-Bildsensor
- kontinuierliches Aufnehmen von 10 Bildern pro Sekunde
- ISO 100–16.000 (erweiterbar über Sonderfunktion auf 51.200)
- integrierte Sensorreinigung
- kompatibel mit allen EF-/EF-S-Objektiven und EX-Speedlite-Blitzen (mit integriertem Transmitter)
- 65 Autofokus-Kreuzsensoren (mittiger Sensor als Doppelkreuz-Sensor, empfindlich bis -3LW)
- EOS iTR AF (Al-Servo Verfolgung unter Berücksichtigung von Farb-, Entfernungs- und Gesichtsinformationen)
- staub- und spritzwassergeschütztes Gehäuse
- wechselbare Mattscheibe; in zwei Ausführungen erhältlich
- Belichtungsmessung mit 150.000-Pixel-Messsensor (RGB + IR) mit Flacker-Erkennung
- Leise Aufnahmemodi für Einzel- und Serienbild
- Anschlüsse für externes Mikrofon und Kopfhörer
- drei "Custom"-Speicherplätze (C1 … C3) zur schnellen Anpassung der Kamera
- HDMI-Ausgang mit unkomprimiertem Signal (4:2:2)
- Servo-Autofokus für Videoaufnahme (nicht bei 1080p und 50 bzw. 60 fps)
- integrierter GPS-Empfänger, Kompass
- HDR-Modus
- Nutzung sowohl von CompactFlash-Karten als auch SD-, SDHC- oder SDXC-Speicherkarten in zwei unabhängigen Steckplätzen

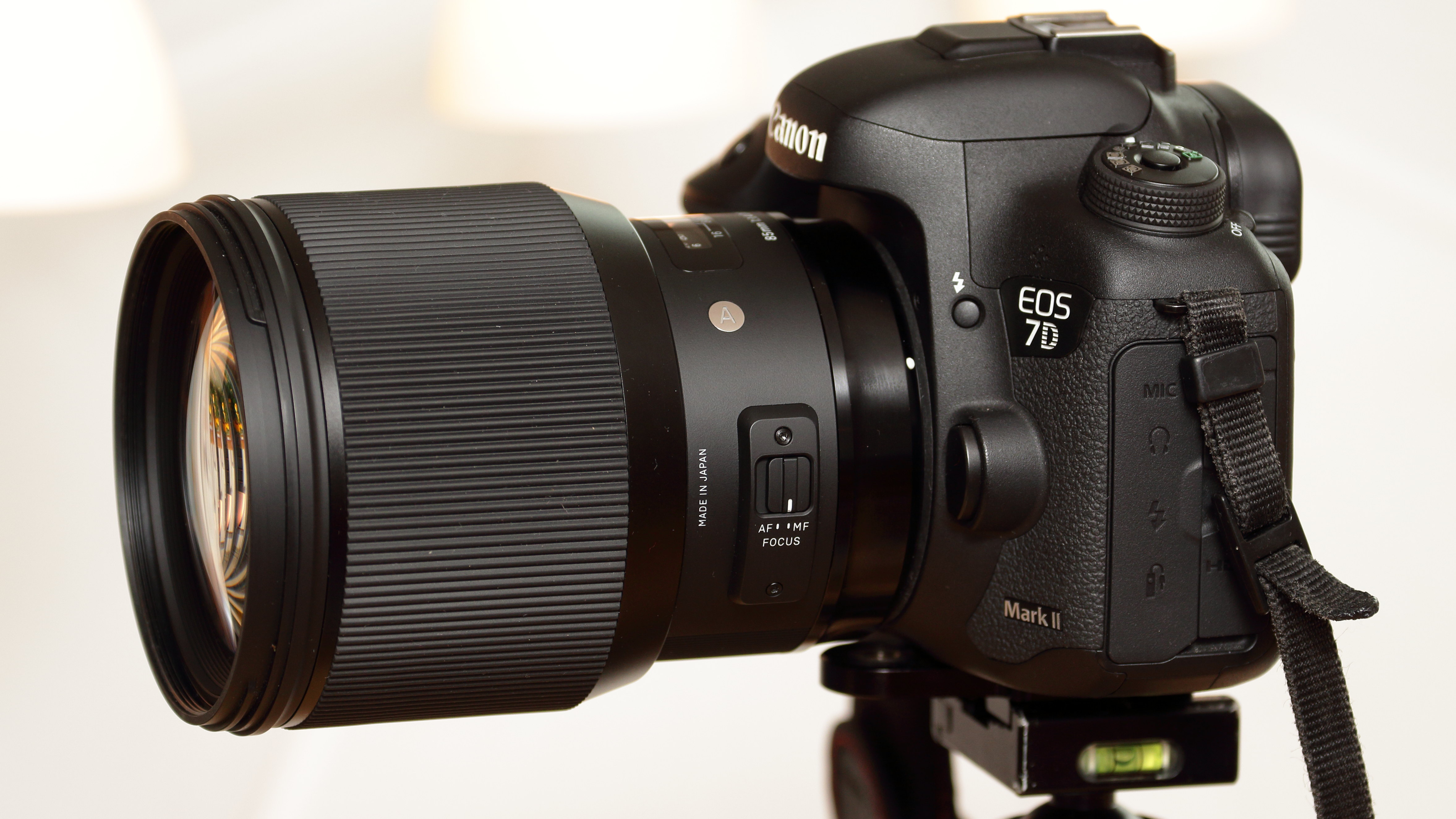
Canon EOS 7d Mk II mit Sigma 85 1:1.4 Art

- 2 × DIGIC-6-Prozessor